# オンクパト
オンクパト（エンフバト、モンゴル語：ᠡᠩᠬᠡ
ᠪᠠᠲᠤ、恩克巴圖） は中華民国の政治家。モンゴル族。中国同盟会以来の革命派人士で、中国国民党でも幹部をつとめた。後に汪兆銘政権に参加している。字は子栄。

## 事績
北京蒙旗師範学校を卒業。1912年（民国元年）、衆議院議員に選出され、あわせて中国同盟会に加入している。察哈爾鑲白旗總管兼世管佐領を務めていたが、1917年（民国6年）8月22日に病気のため辞職した。
その後、孫文（孫中山）の護法軍政府に加わり、1921年（民国10年）、広東非常国会（護法国会）に出席した。後に北京政府に移り、大総統黎元洪の顧問も務めている。1923年（民国12年）3月27日、政治善後討論委員会委員となり、10月27日には鑲黃旗蒙古都統佐領を承襲した。
1924年（民国13年）1月、オンクパトは中国国民党第1回大会に出席し、中央執行委員に選出された。翌2月、同党察哈爾省臨時執行委員会籌備員に任ぜられている。同年7月20日、察哈爾都統・張錫元の諮問・要請により北京政府（顧維鈞内閣）から察哈爾護軍校員に陞補されたが、オンクパトは国民党幹部としての活動を継続している。
1926年（民国15年）の国民党第2回大会でもオンクパトは中央執行委員に選出され、1928年（民国17年）に中央執監委員となった。同年10月、故宮博物院理事に任ぜられている。11月7日には第1期立法院立法委員に選任され、12月27日、蒙蔵委員会委員も兼任した。
1929年（民国18年）3月、国民党第3期中央監察委員に選出され、以後、第4期（1931年12月）と第5期（1935年11月）でも同様に中央監察委員となっている。1930年（民国19年）12月16日、第2期立法委員に引き続き選任された。1931年（民国20年）、国民政府委員に任ぜられる。1932年（民国21年）4月5日に蒙蔵委員会委員を辞職し、翌1933年（民国22年）5月4日、行政院駐平政務整理委員会委員に任命された。1934年（民国23年）3月7日、蒙古地方自治政務委員会委員も兼任したが、これは同月23日に辞任している。
1939年（民国28年）8月、汪兆銘（汪精衛）に合流して（汪派）国民党中央委員に任ぜられる。11月にはイフ・ジョー盟（伊克昭盟）オルドス（鄂爾多斯）左翼後旗協理となった。汪兆銘政権成立後は、国民政府委員となっている。なおオンクパトが汪と合流したにもかかわらず、何故か重慶国民政府でも国民政府委員の地位に引き続き留められていた。重慶国民政府委員の地位からようやく罷免されたのは、汪合流から約2年半を経過した1942年（民国31年）1月のことである。1944年（民国33年）12月6日、病没。享年56。

## 注
1. ↑  徐主編（2007）、1185頁; 東亜問題調査会編（1941）、26頁による。新華網内蒙古頻道は1882年生まれ、劉主編（2005）、1933頁は1885年生まれとしている。
2. ↑  東亜問題調査会編（1941）、25頁の表記によった。
3. 1 2 3 4 5 6  中華民国政府官職資料庫「姓名：恩克巴圖」
4. 1 2 3 4 5 6  新華網内蒙古頻道。
5. 1 2 3 4 5 6  徐主編(2007)、1185頁。
6. 1 2 3 4 5 6  劉主編(2005)、1933頁。
7. 1 2 3 4 5  東亜問題調査会編(1941)、26頁。
8. ↑  北京政府によるオンクパトへの懐柔策と考えられる。
9. ↑  『朝日新聞』1944年12月9日。